# 焦昪
焦昇（1485年—？），字景和，山西大同府朔州馬邑縣人，軍籍，明朝政治人物。

## 生平
山西鄉試第十三名舉人。正德十六年（1521年）中式辛巳科會試第二百三名，登第三甲第五十五名進士。曾官浙江溫州府知府。

## 家族
曾祖焦鼎，曾任陰陽訓術；祖父焦斌，曾任□□所大使；父焦銓，曾任義官。母王氏。具慶下。